# Parrot World
 (mars 2024).
La mise en forme du texte ne suit pas les recommandations de Wikipédia : il faut le « wikifier ».
Les points d'amélioration suivants sont les cas les plus fréquents :
- Les titres sont pré-formatés par le logiciel. Ils ne sont ni en capitales, ni en gras.
- Le texte ne doit pas être écrit en capitales (les noms de famille non plus), ni en gras, ni en italique, ni en « petit »…
- Le gras n'est utilisé que pour surligner le titre de l'article dans l'introduction, une seule fois.
- L'italique est rarement utilisé : mots en langue étrangère, titres d'œuvres, noms de bateaux, etc.
- Les citations ne sont pas en italique mais en corps de texte normal. Elles sont entourées par des guillemets français : « et ».
- Les listes à puces sont à éviter, des paragraphes rédigés étant largement préférés. Les tableaux sont à réserver à la présentation de données structurées (résultats, etc.).
- Les appels de note de bas de page (petits chiffres en exposant, introduits par l'outil «  Source ») sont à placer entre la fin de phrase et le point final[comme ça].
- Les liens internes (vers d'autres articles de Wikipédia) sont à choisir avec parcimonie. Créez des liens vers des articles approfondissant le sujet. Les termes génériques sans rapport avec le sujet sont à éviter, ainsi que les répétitions de liens vers un même terme.
- Les liens externes sont à placer uniquement dans une section « Liens externes », à la fin de l'article. Ces liens sont à choisir avec parcimonie suivant les règles définies. Si un lien sert de source à l'article, son insertion dans le texte est à faire par les notes de bas de page.
- La présentation des références doit suivre les conventions bibliographiques. Il est recommandé d'utiliser les modèles {{Ouvrage}}, {{Chapitre}}, {{Article}}, {{Lien web}} et/ou {{Bibliographie}}. Le mode d'édition visuel peut mettre en forme automatiquement les références.
- Insérer une infobox (cadre d'informations à droite) n'est pas obligatoire pour parachever la mise en page.

Pour une aide détaillée, merci de consulter Aide:Wikification.
Si vous pensez que ces points ont été résolus, vous pouvez retirer ce bandeau et améliorer la mise en forme d'un autre article.
Parrot World est un parc animalier situé à Crécy-la-Chapelle fondé par Éric Vignot, ancien entrepreneur dans les produits sanitaires. Le parc, dont le perroquet est l'ambassadeur, abrite environ 500 animaux d'Amazonie tels des jaguars, des loutres géantes, des coatis, des guanacos, des capybaras (le plus gros rongeurs du monde), des manchots de Humboldt. Les visiteurs peuvent venir observer les animaux dans une volière géante d'une dizaine de mètres de haut sur un hectare.

## Histoire

### 2020 - Création du parc animalier de Parrot World
À la suite de la création de la Parrot World Foundation (fondation pour la conservation et la reproduction des psittacidés en danger), le parc animalier de Parrot World est établi en région parisienne. Ce parc, fondé en août 2020 par Éric Vignot, est conçu pour offrir une expérience immersive aux visiteurs tout en mettant l'accent sur la sensibilisation à la préservation de la nature.

### 2022 et 2024 - Naissances de bébés jaguars
Le 1er avril 2022, Parrot World a accueilli la naissance de deux bébés jaguars, Baalam et Akabo, fruit de l’union d’Emma et Ti-Punch, les deux jaguars adultes arrivés respectivement en août et en novembre 2020. À la suite du départ de ces deux petits, une nouvelle naissance a eu lieu le 29 juin 2024 : Zuma, une femelle jaguar noir est née ! 

## Engagement et protection de la nature

### Conservation
Parrot World s'engage dans des initiatives de conservation, comme en témoigne l'appel aux dons pour financer une volière immersive destinée aux gris du Gabon.
La parc accueille également des espèces venues de refuges n’ayant plus l’espace et les moyens nécessaires à leur épanouissement. L’Association européenne des zoos et aquariums coordonne le placement de ses espèces en voie d’extinction afin qu’elles trouvent refuge dans le parc, parmi elles on retrouve : les loutres géantes, les pécaris, les jaguars, les nandous et les manchots de Humboldt.

### Pédagogie
Le parc met en avant une approche pédagogique, qui vise à sensibiliser enfants et adultes à la fragilité des écosystèmes. Les espèces du parc évoluent dans de larges habitats reproduisant au mieux leur environnement naturel. Sur le sentier pédagogique du parc, les visiteurs peuvent également apercevoir des hôtels à insectes, un potager de plantes médicinales et aromatiques ou encore des ruches. Des postes d’observation ont aussi été aménagés et permettent aux visiteurs d’observer les écosystèmes de la prairie, de la forêt et des champs.

## Installations et activités
L’ensemble des activités proposées dans l’enceinte du parc, sont centrées autour de l'éducation et de l'immersion dans l’écosystème sud-américain,. Le parc ne propose pas de spectacles avec les animaux car ceux-ci seraient contraires à sa vocation, à la place, des animations pédagogiques avec des guides et des soigneurs sont proposées.

### Amazonia Trek - L’Amérique du Sud en totale immersion
L’une des installations phares du parc est l'Amazonia Trek. Celui-ci offre une immersion dans un environnement qui reproduit la vie sauvage de l'Amérique du Sud et notamment de la forêt amazonienne.

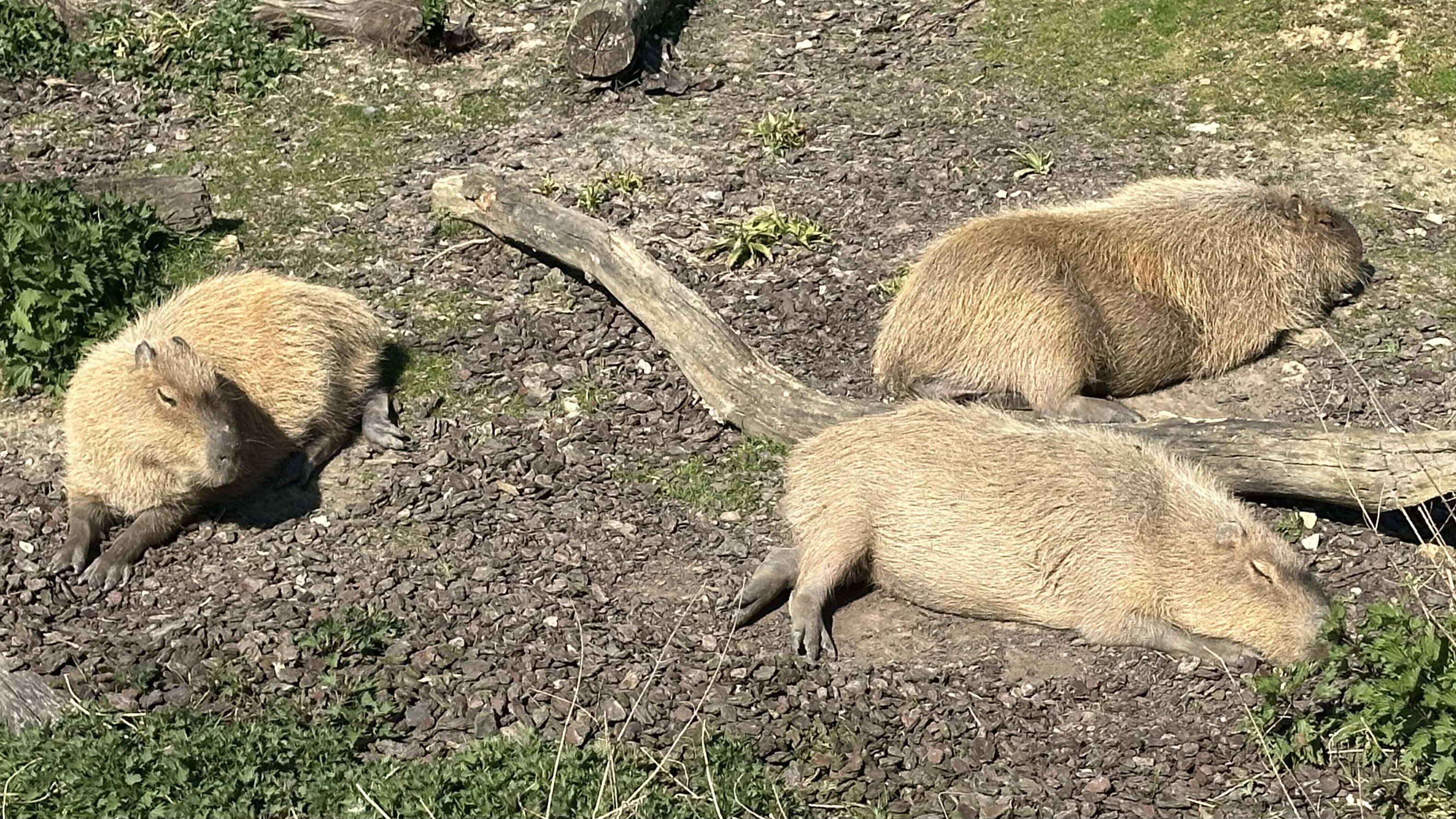
Les capybaras.

### Patagonia Trek - Immersion en Patagonie
Le Patagonia Trek offre une immersion similaire, permettant aux visiteurs de découvrir la diversité de la faune dans un environnement reproduisant celui de la  Patagonie. En 2023, un nouvel espace de 2 000 m2 y a été créé et accueille désormais des pécaris (petits sangliers sauvages d’Amérique du Sud),.

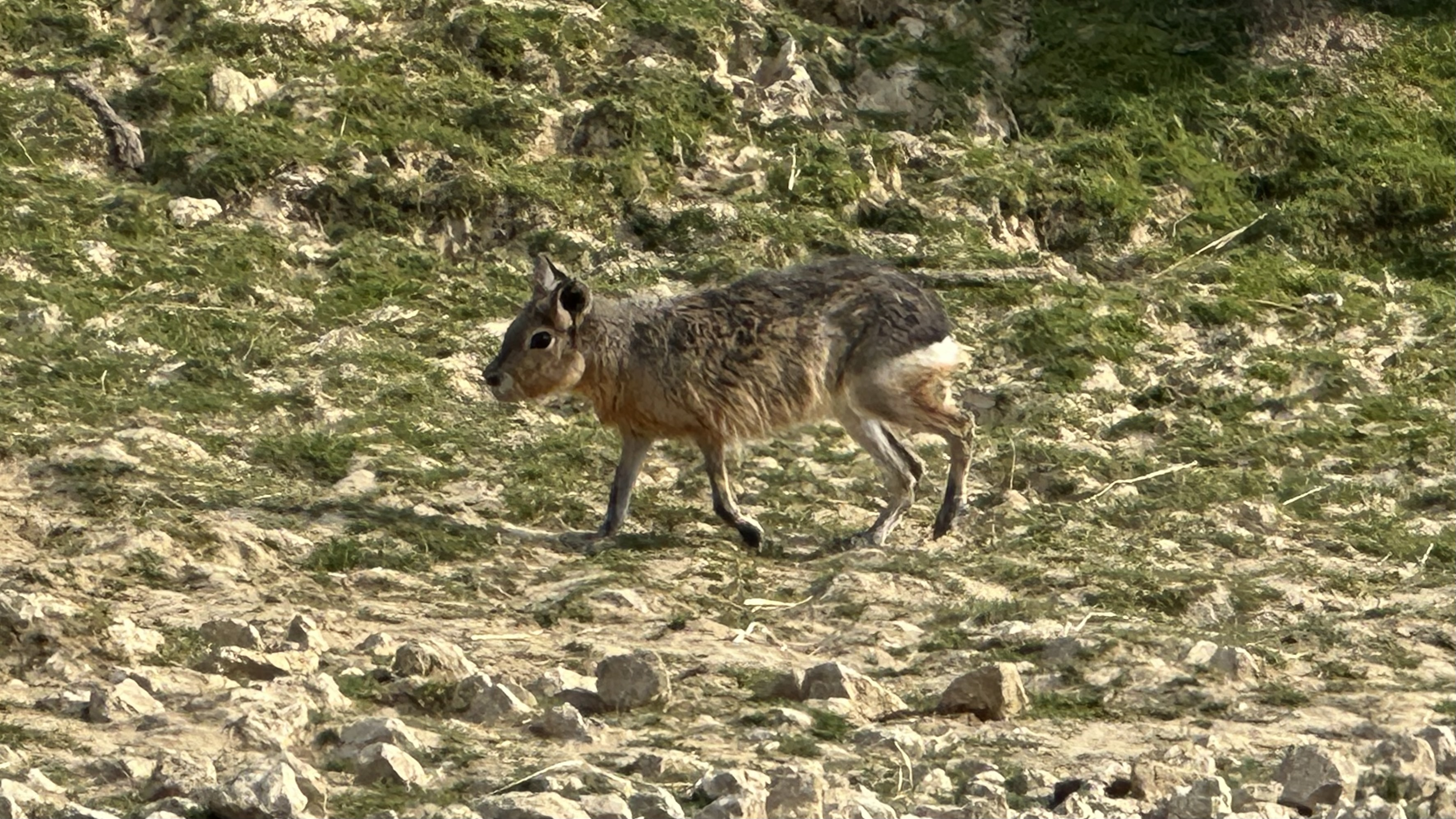
Un mara.

## Hébergements et restauration
Des options d'hébergement en lodges sur pilotis sont disponibles pour ceux qui souhaitent prolonger leur expérience, permettant aux visiteurs de vivre pleinement l'atmosphère du parc.